# Transformació viral

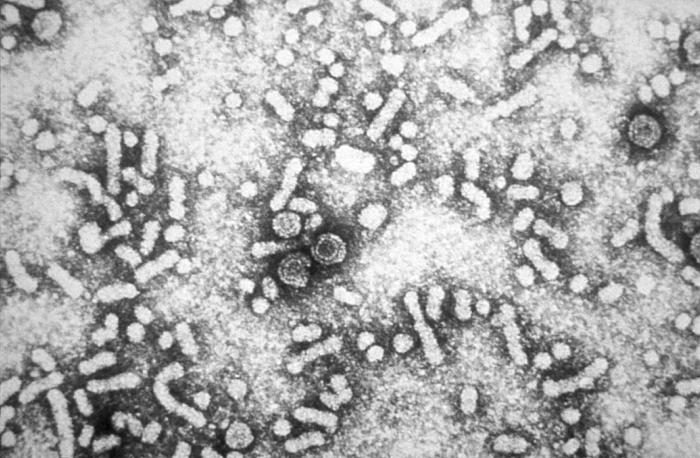
Figure 1: Hepatitis-B virions

La transformació viral és el canvi en el creixement, el fenotip o la reproducció indefinida de cèl·lules causat per la introducció de material heretable. Mitjançant aquest procés, un virus provoca transformacions nocives d’una cèl·lula in vivo o d’ un cultiu cel·lular. El terme també es pot entendre com a transfecció d’ ADN mitjançant un vector viral.
La transformació viral es pot produir tant de forma natural com mèdica. Les transformacions naturals poden incloure càncers virals, com el virus del papil·loma humà (VPH) i el virus de la leucèmia de cèl·lules T tipus I. Les hepatitis B i C també són el resultat de la transformació viral natural de les cèl·lules hostes. La transformació viral també es pot induir per al seu ús en tractaments mèdics.
Les cèl·lules que s’han transformat viralment es poden diferenciar de les cèl·lules no transformades a través d’una varietat d’observacions de creixement, superfície i intracel·lulars. El creixement de les cèl·lules transformades es pot veure afectat per una pèrdua de limitació del creixement causada pel contacte cel·lular, un creixement menys orientat i una alta densitat de saturació. Les cèl·lules transformades poden perdre les seves unions estretes, augmentar la velocitat de transferència de nutrients i augmentar la seva secreció de proteasa. La transformació també pot afectar el citoesquelet i canviar la quantitat de molècules senyal.l.

## Tipus
Hi ha tres tipus d’infeccions virals que es poden considerar sota el tema de la transformació viral. Són infeccions citocides, persistents i transformadores. Les infeccions citocides poden causar  fusió de cèl·lules adjacents, interrupció de les vies de transport, inclosos ions i altres senyals cel·lulars, interrupció de ADN, RNA i proteïna síntesi, i gairebé sempre condueix a la mort cel·lular. Les infeccions persistents impliquen material viral que queda inactiu dins d’una cèl·lula fins que s’activa amb algun estímul. Aquest tipus d’infecció sol causar pocs canvis evidents a la cèl·lula, però pot provocar llargues malalties cròniques. Les infeccions transformadores també es denominen transformació maligna. Aquesta infecció fa que una  host cell es converteixi en  maligna i pot ser citocida (generalment en el cas dels virus de l'ARN) o persistent (generalment en el cas dels virus de l'ADN). Les cèl·lules amb infeccions transformadores pateixen una immortalització biològica i hereten el material genètic per produir tumors. Atès que el terme citocida o citolític fa referència a la mort cel·lular, aquestes tres infeccions no s’exclouen mútuament. Moltes infeccions transformadores per virus tumorals d'ADN també són citocides.
 'Taula 1: Efectes cel·lulars d'infeccions víriques' 
| Productiu ----------------- |
| Avortat                     |

| Degradació de l'ADN ----------------- |
| Possible mutació                      |

| Mort ----------------- |
| Normalment la mort     |

| Latent -----------------  |
| Crònica ----------------- |
| Lent                      |

| Possible mutació ----------------- |
| Possible mutació ----------------- |
| Possible mutació                   |

| Supervivència ----------------- |
| Variable -----------------      |
| Variable                        |

| Virus d'ADN ----------------- |
| Virus d’ARN                   |

| Mutació ----------------- |
| Mutació                   |

| Supervivència ----------------- |
| Supervivència                   |

### Infeccions citocides
Les infeccions citocides sovint s’associen a canvis en la morfologia cel·lular, la fisiologia i, per tant, són importants per a la replicació i transformació virals completes. Els efectes citopàtics, sovint inclouen un canvi en la morfologia cel·lular, com la fusió amb cèl·lules adjacents per formar policariocits, així com la síntesi de cossos d’inclusió nuclear i citoplasmàtica. Els canvis fisiològics inclouen el moviment insuficient d’ions, la formació de missatgers secundaris i l’activació de cascades cel·lulars per continuar l’activitat cel·lular. Bioquímicament, molts virus inhibeixen la síntesi d’ADN, ARN, proteïnes de l’hoste directament o fins i tot interfereixen amb les interaccions proteïna-proteïna, ADN-proteïna, ARN-proteïna a nivell subcel·lular. La genotoxicitat implica trencar, fragmentar o reordenar els cromosomes de l’hoste. Per acabar, els efectes biològics inclouen la capacitat dels virus d’afectar l’activitat d’ antígens i immunologlobulines a la cèl·lula hoste.
Hi ha dos tipus d’infeccions citocides, productives i avortadores. En les infeccions productives, es produeixen virus infecciosos addicionals. Les infeccions abortives no produeixen virus infecciosos. Un exemple d’infecció citocida productiva és el  herpes virus.

### Infeccions persistents
Hi ha tres tipus d’infeccions persistents, latents, cròniques i lentes, en què el virus roman dins de la cèl·lula hoste durant períodes prolongats. Durant les "infeccions latents" hi ha una expressió mínima o nul·la del genoma viral infectat. El genoma roman dins de la cèl·lula hoste fins que el virus estigui llest per a la seva replicació. Les "infeccions cròniques" tenen efectes cel·lulars similars a les infeccions citocides agudes, però hi ha un nombre limitat de descendents i virus implicats en la transformació. Finalment, les "infeccions lentes" tenen un període d'incubació més llarg en el qual no es poden intervenir canvis fisiològics, morfològics ni subcel·lulars.

### Infeccions transformadores
Les infeccions per transformació es limiten a infeccions abortives o restrictives. Aquesta constitueix la categoria més àmplia d'infeccions, ja que pot incloure infeccions citocides i persistents. La transformació viral s’entén més comunament com a infeccions transformadores, de manera que la resta de l’article se centra a detallar les infeccions transformants.

## Procés

Figura 3: Exemples d'endocitosi

Perquè una cèl·lula pugui ser transformada per un virus, l’ ADN viral s’ha d’introduir a la cèl·lula hoste. La consideració més simple és la transformació viral d’una cèl·lula bacteriana. Aquest procés s’anomena lisogènia. Com es mostra a la figura 2, un bacteriòfag aterra sobre una cèl·lula i es fixa a la cèl·lula. El fag pot penetrar a la membrana cel·lular i injectar l’ADN viral a la cèl·lula hoste. L'ADN viral pot quedar inactiu fins que sigui estimulat per una font com la llum UV o pot ser captat immediatament pel genoma de l'hoste. En qualsevol dels dos casos, l'ADN viral es replicarà juntament amb l'ADN hoste original durant la replicació cel·lular, provocant que dues cèl·lules es infectin ara amb el virus. El procés continuarà propagant cada vegada més cèl·lules infectades. Aquest procés contrasta amb el cicle lític en què un virus només utilitza la maquinària de replicació de la cèl·lula hoste per replicar-se abans de destruir la cèl·lula hoste.

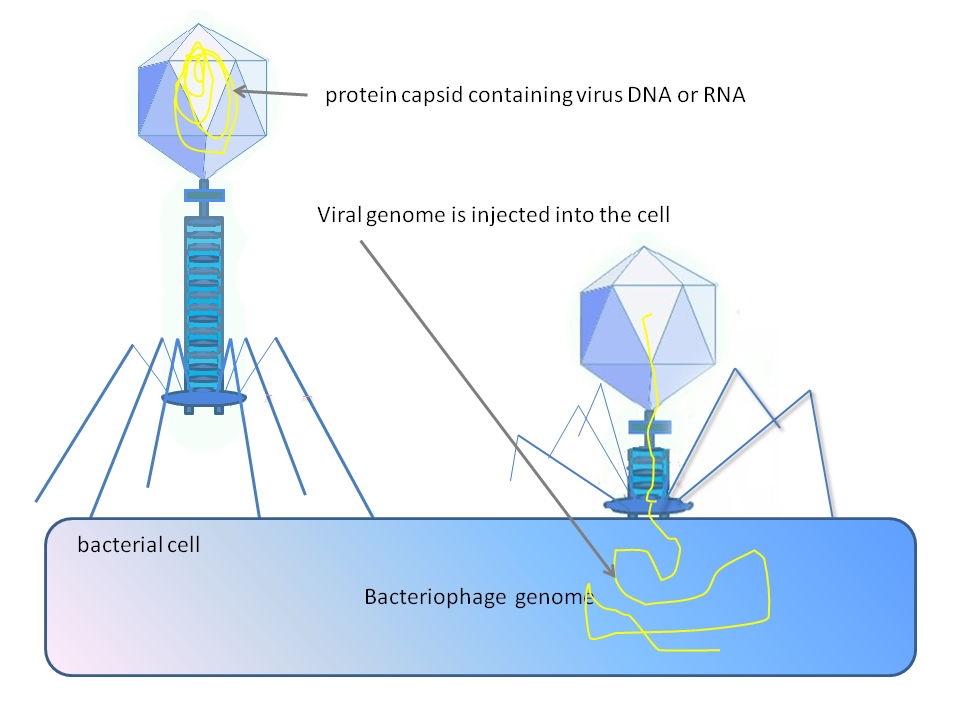
Figura 2: Fag que injecta el seu genoma a la cèl·lula bacteriana

El procés és similar a les cèl·lules animals. En la majoria dels casos, en lloc d'injectar-se ADN víric en una cèl·lula animal, una secció de la membrana engloba el virus i la cèl·lula absorbeix tant el virus com la secció de la membrana dins de la cèl·lula. Aquest procés, anomenat endocitosi, es mostra a la figura 3.

## Transformació de la cèl·lula hoste
La transformació viral altera l'expressió normal dels gens de la cèl·lula hoste a favor d’expressar un nombre limitat de gens virals. El virus també pot interrompre la comunicació entre les cèl·lules i fer que les cèl·lules es divideixin a un ritme augmentat.

### Fisiològica
La transformació viral pot imposar característiques determinables a una cèl·lula. Els canvis fenotípics típics inclouen alta densitat de saturació, creixement independent de l’ancoratge, pèrdua d’inhibició de contacte, pèrdua de creixement orientat, immortalització, interrupció del citoesquelet de la cèl·lula.

### Bioquímica
Els gens virals s’expressen mitjançant l’ús de la maquinària de replicació de la cèl·lula hoste; per tant, molts gens virals tenen promotors que donen suport a la unió de molts factors de transcripció que es troben de forma natural a les cèl·lules hostes. Aquests factors de transcripció juntament amb les proteïnes pròpies del virus poden reprimir o activar gens tant del virus com del genoma de la cèl·lula hoste. Molts virus també poden augmentar la producció de proteïnes reguladores de la cèl·lula.

### Genètica
Depenent del virus, es poden produir diversos canvis genètics a la cèl·lula hoste. En el cas d’un virus del cicle lític, la cèl·lula només sobreviurà prou temps fins que la maquinària de replicació es pugui utilitzar per crear unitats virals addicionals. En altres casos, l’ADN viral persistirà dins de la cèl·lula hoste i es replicarà a mesura que es repliqui. Aquest ADN viral es pot incorporar al material genètic de la cèl·lula hoste o persistir com a vector genètic separat. Qualsevol dels dos casos pot provocar danys en els cromosomes de la cèl·lula hoste. És possible que el dany es pugui reparar; no obstant això, el resultat més comú és una inestabilitat en el material genètic original o la supressió o alteració de l'expressió gènica.

## Assajos
Vegeu també: Quantificació de virus
Un assaig és una eina analítica que s’utilitza sovint en un entorn de laboratori per avaluar o mesurar una certa qualitat d’una entitat objectiu. En virologia, es poden utilitzar assajos per diferenciar cèl·lules transformades de cèl·lules no transformades. Variant l’assaig utilitzat, canvia la pressió selectiva sobre les cèl·lules i, per tant, pot canviar quines propietats se seleccionen a les cèl·lules transformades.
Tres assaigs comuns utilitzats són l'assaig de formació de focus, l'assaig de creixement independent d'Anchorage i l'assaig de sèrum reduït .
L'assaig de formació de focus (FFA, focus forming assay) s'utilitza per fer créixer cèl·lules que contenen un oncogen transformant en una monocapa de cèl·lules no transformades. Les cèl·lules transformades formaran taques elevades i denses a la mostra a mesura que creixen sense inhibició de contacte. Aquest assaig és altament sensible en comparació amb altres assaigs utilitzats per a l'anàlisi viral, com l'assaig de reducció de rendiment.
Un exemple de l'assaig de creixement independent d'Anchorage és l'assaig d'agar suau. L'assaig està avaluant la capacitat de les cèl·lules per créixer en un gel o fluid viscós. Les cèl·lules transformades poden créixer en aquest entorn i es consideren independents de l’ancoratge. Les cèl·lules que només poden créixer unides a una superfície sòlida són cèl·lules no transformades dependents de l’ancoratge. Aquest assaig es considera un dels més estrictes per a la detecció de transformacions malignes
En un assaig de sèrum reduït, les cèl·lules s’analitzen aprofitant els canvis en els requisits de sèrum cel·lular. Les cèl·lules no transformades requereixen almenys un medi sèric del 5% per créixer; no obstant això, les cèl·lules transformades poden créixer en un entorn amb un sèrum significativament inferior.

## Exemples de transformació natural
La transformació natural és la transformació viral de les cèl·lules sense la interferència de la ciència mèdica. Aquesta és la forma de transformació viral més freqüentment considerada i inclou molts càncers i malalties, com el VIH, l’ hepatitis B i el virus de la leucèmia de cèl·lules T tipus I.

### Oncogènesi viral
Vegeu també: Oncovirus
Fins a un 20% dels tumors humans són causats per virus. Alguns d'aquests virus que se solen reconèixer són el VPH, el virus de la leucèmia de cèl·lules T tipus I i l'hepatitis B.
L’oncogènesi viral és més freqüent amb els virus tumorals d’ADN i ARN, amb més freqüència els retrovirus. Hi ha dos tipus de retrovirus oncogènics: virus transformadors aguts i virus transformadors no aguts. Els virus transformadors aguts indueixen un ràpid creixement tumoral, ja que porten oncogens vírics al seu ADN / ARN per induir aquest creixement. Un exemple de virus de transformació aguda és el virus del sarcoma de Rous (RSV) que porta l’oncogen v-src. v-Src forma part del c-src, que és un proto-oncogen cel·lular que estimula el creixement i expansió cel·lulars ràpids. En canvi, un virus transformador no agut indueix un creixement lent del tumor, ja que no porta cap oncogen viral. Indueix el creixement del tumor activant transcripcionalment els proto-oncogens, especialment la repetició terminal llarga (LTR) als proto-oncògens.
L'Oncogènesi viral a través de la transformació es pot produir mitjançant 2 mecanismes:
1. El virus tumoral pot introduir i expressar un gen "transformador" mitjançant la integració de l'ADN o l'ARN en el genoma hoste.
2. El virus del tumor pot alterar l'expressió en gens preexistents de l’hoste.

Un o tots dos mecanismes poden ocórrer a la mateixa cèl·lula hoste.

#### L'hepatitis B
Es creu que la proteïna viral X de l’ hepatitis B causa carcinoma hepatocel·lular mitjançant la transformació, típicament de cèl·lules hepàtiques. L’ADN viral s’incorpora al genoma de la cèl·lula hoste provocant una ràpida replicació cel·lular i un creixement del tumor.

#### Papilomavirus
Els papilomavirus solen dirigir-se a les cèl·lules epitelials i causar des de berrugues fins a càncer de coll uterí. Quan el virus del papil·loma humà (VPH) transforma una cèl·lula, interfereix amb la funció de les proteïnes cel·lulars mentre es degraden altres proteïnes cel·lulars.

#### Herpesvirus
Es creu que els herpesvirus, l'herpesvirus associat al sarcoma de Kaposi i el virus Epstein-Barr, causen càncer en humans, com el sarcoma de Kaposi, el limfoma de Burkitt i el carcinoma nasofaríngi. Tot i que s’han identificat gens en aquests virus que causen transformació, no s’entén la manera en què el virus transforma i replica la cèl·lula hoste.

#### Retrovirus
Els retrovirus inclouen el virus de la leucèmia de les cèl·lules T tipus I, el VIH i el virus del sarcoma de Rous (RSV). L’impost sobre els gens virals s’expressa quan el virus de la leucèmia de les cèl·lules T transforma una cèl·lula alterant l'expressió dels gens de control del creixement cel·lular i fent que les cèl·lules transformades esdevinguin canceroses. El VIH funciona de manera diferent, ja que no fa que les cèl·lules es converteixin en canceroses, sinó que converteixen les persones infectades en més susceptibles al limfoma i al sarcoma de Kaposi. Molts altres retrovirus contenen els tres gens, gag, pol i env, que no causen directament la transformació ni la formació de tumors.

### VIH
El virus de la immunodeficiència humana és una infecció viral dirigida als ganglis limfàtics. El VIH s’uneix a la cèl·lula CD4 immune i la transcriptasa inversa altera el genoma de la cèl·lula hoste per permetre la integració de l’ADN viral mitjançant la integrasa. El virus es replica mitjançant la maquinària de la cèl·lula hoste i després surt de la cèl·lula per infectar cèl·lules addicionals a través del brot.

## Aplicacions mèdiques
Hi ha moltes aplicacions en què la transformació viral es pot induir artificialment en un cultiu cel·lular per tractar una malaltia o una altra afecció. Un cultiu cel·lular està infectat amb un virus que causa la transformació; les cèl·lules transformades es poden utilitzar per produir tractaments o introduir-les directament al cos.

### Interferons tipus I personalitzats

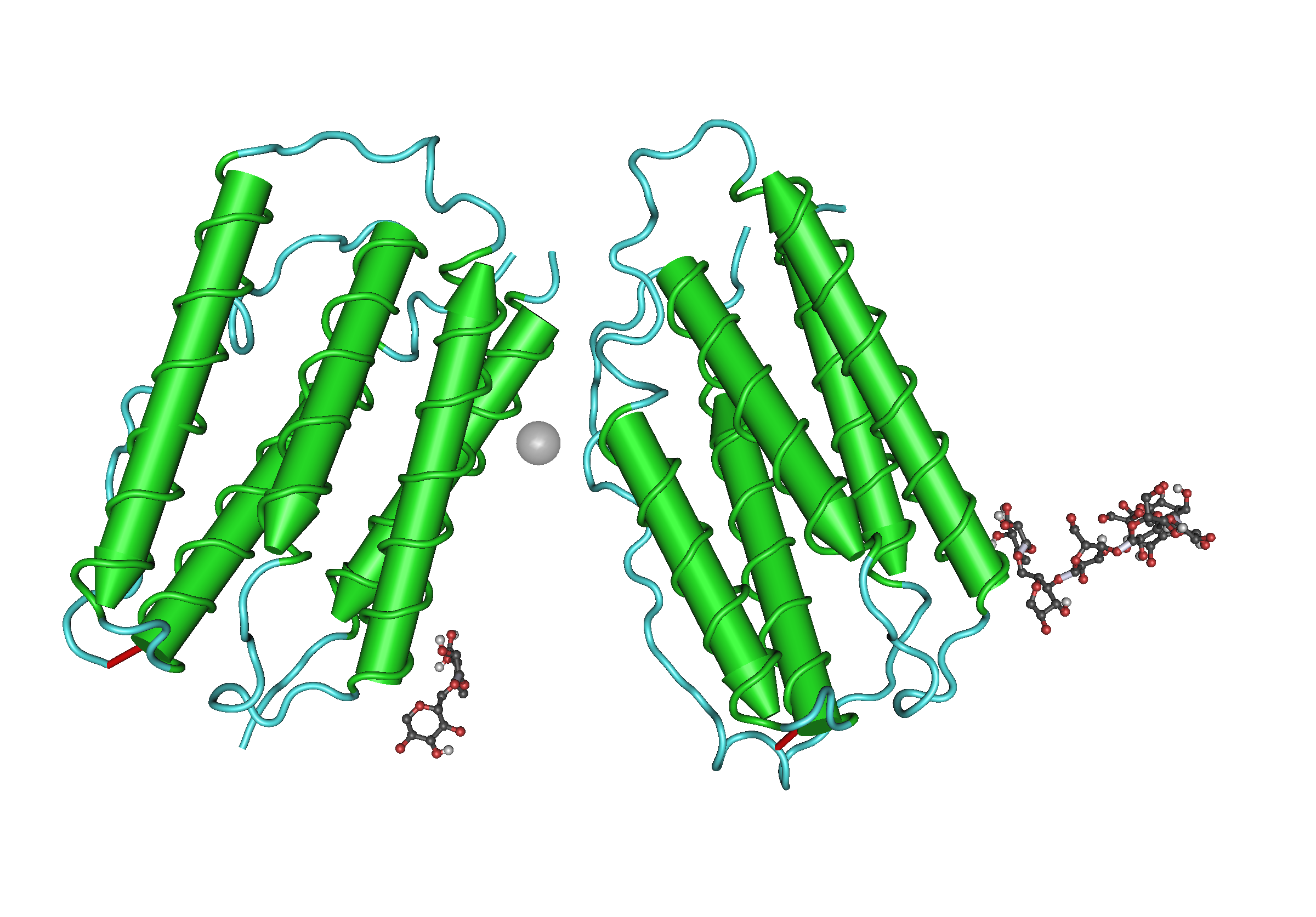
Figura 4: Interferó humà tipus I.

Els interferons de tipus I (IFN) s’utilitzen per tractar una àmplia varietat de malalties, incloent l’ hepatitis C, càncers, malalties víriques i inflamatòries. Els IFN es poden extreure d’una font natural, com ara cèl·lules humanes cultivades o leucòcits de la sang, o bé es poden fabricar amb tecnologies d’ ADN recombinant. La majoria d’aquests tractaments amb IFN tenen un índex de resposta baix.
S'ha recomanat l'ús de la transformació viral del virus Epstein-Barr (EBV) per crear IFN personalitzats. En aquest procés, els limfòcits B primaris es transformen amb EBV. Aquestes cèl·lules es poden utilitzar per produir IFN específics per al pacient d’on s’han extret els limfòcits B. Aquesta personalització disminueix la probabilitat de resposta d’anticossos i, per tant, augmenta l'eficàcia del tractament.

### Tractaments contra el càncer
Quan un virus transforma una cèl·lula, sovint causa càncer alterant el genoma existent de les cèl·lules o introduint material genètic addicional que fa que les cèl·lules es repliquin de manera incontrolada. Poques vegades es considera que allò que causa tant de dany també té la capacitat d’invertir el procés i frenar el creixement del càncer o fins i tot conduir a la remissió. Els virus transformen les cèl·lules hostes per sobreviure i replicar-se; no obstant això, les respostes immunitàries de la cèl·lula hoste solen comprometre's durant la transformació, cosa que fa que les cèl·lules transformades siguin més susceptibles a altres virus.
La idea d’utilitzar virus per tractar els càncers es va introduir per primera vegada el 1951 quan un nen de 4 anys de sobte va entrar en una remissió temporal de la leucèmia mentre tenia varicel·la. Això va conduir a la investigació a la dècada de 1990, on els científics van treballar per crear una soca del virus de l'herpes simple prou forta com per infectar i transformar les cèl·lules tumorals, però prou feble per deixar les cèl·lules sanes il·leses. El tractament de pacients amb transformació viral té la possibilitat de tractar els pacients de manera més segura i eficaç que amb mètodes tradicionals, com la quimioteràpia. Els virus que s’utilitzen en el tractament del càncer augmenten la seva força i augmenten la seva efectivitat a mesura que es multipliquen al cos, provocant només efectes secundaris menors, com ara nàusees, fatiga i dolors.